# الله‌آباد باگو
الله‌آباد باگو یا الله‌آباد باکو روستایی در دهستان کورین بخش کورین شهرستان زاهدان استان سیستان و بلوچستان ایران است.

## جمعیت
بر پایه سرشماری عمومی نفوس و مسکن در سال ۱۳۹۵ جمعیت این روستا ۶۵ نفر (۱۵خانوار) بوده‌است.